# Liste des maires d'Annonay
La liste des maires d'Annonay présente la liste des maires de la commune française d'Annonay, située dans le département de l'Ardèche en région Auvergne-Rhône-Alpes.

## L'Hôtel de ville

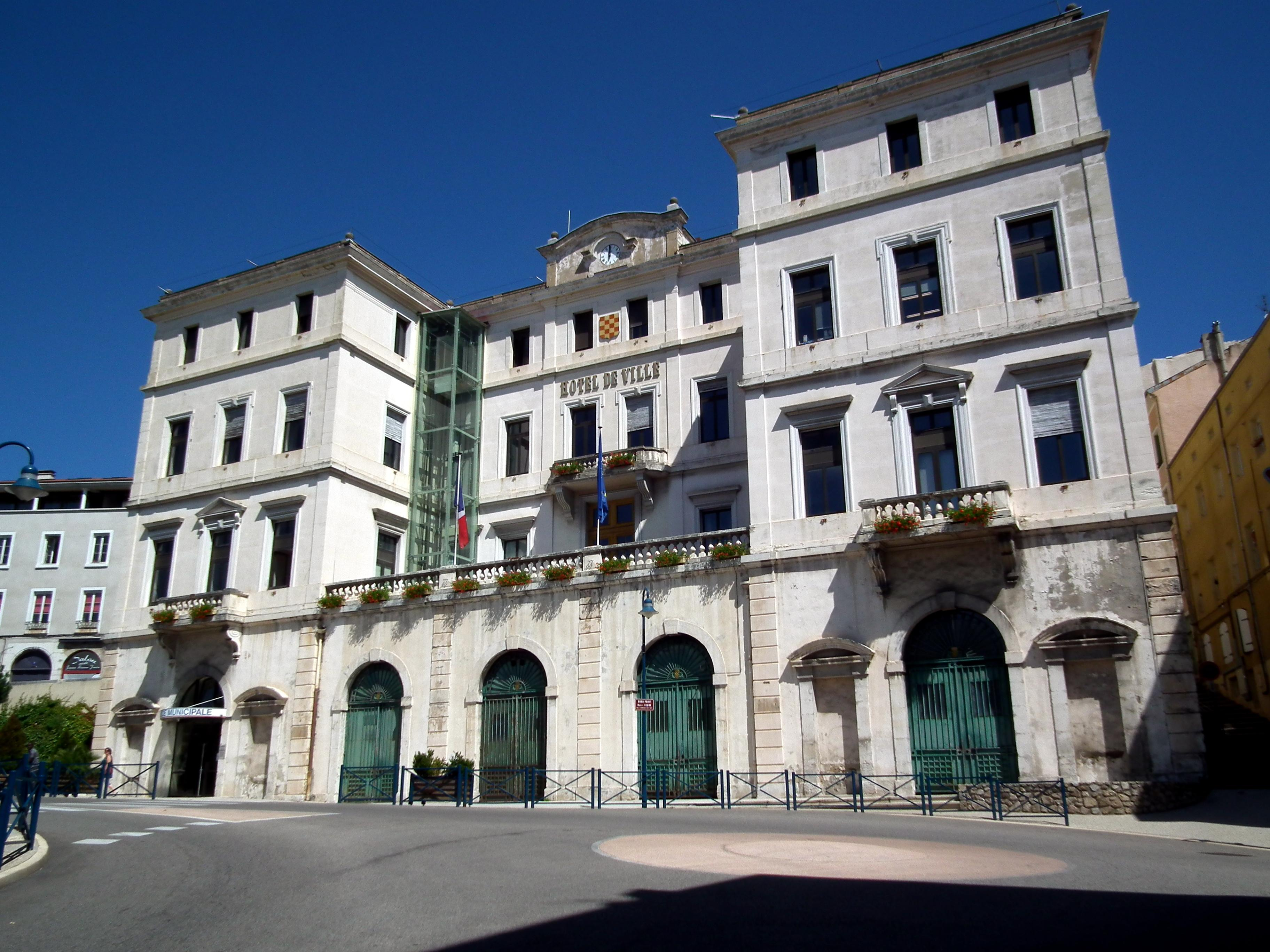
L'hôtel de ville.

## Liste des maires

### Sous l'Ancien Régime
| Période                                  | Période | Identité                        | Étiquette | Qualité                                            |
| ---------------------------------------- | ------- | ------------------------------- | --------- | -------------------------------------------------- |
| Les données manquantes sont à compléter. |         |                                 |           |                                                    |
| 1693                                     |         | Charles Duret (1654-1738)       |           | Confiseur                                          |
| 1741                                     |         | Mathieu Duret (1699-1771)       |           | Marchand-épicier, négociant                        |
| 1768                                     |         | Charles Louis Duret (1728-1782) |           | Docteur en médecine de l'université de Montpellier |
|                                          |         | François-Marie Gacou            |           | Avocat en Parlement, dernier consul-maire          |

### Entre 1790 et 1944
| Période          | Période          | Identité                                     | Étiquette    | Qualité                                                                                          |
| ---------------- | ---------------- | -------------------------------------------- | ------------ | ------------------------------------------------------------------------------------------------ |
| 1790             | 1791             | François-Marie Gacou                         |              | Avocat en Parlement                                                                              |
| 1791             | 1795             | Michel de Colonjon (1731-1801)               |              | Chanoine capiscol de Saint-Ruff, recteur de l'université de Valence Chevalier de Saint-Michel    |
| 1795             | 1797             | Jean-Marie Desfrançois de Lolme              |              |                                                                                                  |
| 1797             | 1798             | Michel de Colonjon                           |              |                                                                                                  |
| 1798             | 1799             | M. Chabert                                   |              |                                                                                                  |
| 1799             | 1802             | Michel Marie Chapuis                         |              |                                                                                                  |
| 1802             | 1815             | Jean-Marie Desfrançois de Lolme              |              | Baron de Thorenc, chevalier d'Empire (1809) Assesseur du juge de paix Député de l'Ardèche (1815) |
| 1815             | 1817             | Mathieu-Louis-Pierre Duret, (1758-1841)      |              | Médecin et administrateur d'hôpital Conseiller général de l'Ardèche Président du conseil général |
| 1817             | 1823             | Pierre François Lioud                        |              |                                                                                                  |
| 1823             | 1830             | Louis Laurent Giraud (1769-1851)             |              | Négociant drapier, juge au tribunal de commerce                                                  |
| 1830             | 1848             | Jean André Tavernier                         | Centre droit | Propriétaire Député de l'Ardèche (1831 → 1846) Conseiller général d'Annonay (1833 → 1848)        |
| 1848             | 1871             | Étienne André Frachon                        |              | Notaire Conseiller général d'Annonay (1851 → 1871) Chevalier de la Légion d'honneur              |
| mai 1871         | 1874             | Charles Chapuis                              |              | Banquier Conseiller général d'Annonay (1871 → 1874)                                              |
| 8 décembre 1874  | 21 janvier 1878  | Joseph Jean Lacaze                           |              |                                                                                                  |
| 21 janvier 1878  | 8 février 1880   | Auguste Riboulon (1814-1880)                 |              | Décédé en fonction                                                                               |
| 4 mars 1880      | 30 avril 1882    | Léon Adhéran                                 |              | Médecin Fils du pasteur Étienne Adhéran                                                          |
| 30 avril 1882    | 29 août 1894     | François-Henri dit Franki Kramer (1836-1894) | Gauche       | Conseiller général d'Annonay (1883 → 1889) Décédé en fonction                                    |
| 13 octobre 1894  | 21 mars 1897     | Marcellin Garnier                            | Républicain  | Industriel mégissier Conseiller général d'Annonay (1898 → 1901)                                  |
| 21 mars 1897     | 26 mai 1900      | Saturnin Alexandre Déaux                     |              |                                                                                                  |
| 26 mai 1900      | 15 mai 1904      | Paul Eugène Géal                             |              | Juge de paix                                                                                     |
| 15 mai 1904      | 10 décembre 1919 | Antoine Grimaud (1852-1926)                  |              |                                                                                                  |
| 10 décembre 1919 | 17 mai 1925      | Lucien Bayle                                 |              | Médecin                                                                                          |
| 17 mai 1925      | 13 février 1927  | Léon Moirand                                 |              | Industriel, vice-président de la Chambre de commerce Ancien premier adjoint                      |
| 19 février 1927  | 18 mai 1935      | Gustave Lapluye                              |              |                                                                                                  |
| 18 mai 1935      | 1942             | Gaston Duclos                                |              | Négociant en charbon                                                                             |
| 1942             | 6 juin 1944      | Pierre Lapize de Sallée (1886-1949)          |              | Colonel, administrateur liquidateur                                                              |

### Depuis 1944
| Période          | Période                       | Identité                      | Étiquette    | Qualité |
| ---------------- | ----------------------------- | ----------------------------- | ------------ | --- |
| 6 juin 1944      | 20 août 1944                  | Jacques Méaudre de Sugny      | PCF          | Préfet de l'Ardèche, résistant |
| 20 août 1944     | 2 janvier 1950                | Ferdinand Janvier (1890-1964) | SFIO         | Industriel, résistant Conseiller général d'Annonay (1945 → 1949) Démissionnaire |
| 2 janvier 1950   | 5 mai 1953                    | Joseph Pourret                | MRP          | Menuisier |
| 5 mai 1953       | 24 mars 1959                  | Daniel Aimé (1898-1978)       | SFIO         | Directeur de collège |
| 24 mars 1959     | 26 mars 1965                  | Fernand Duchier (1914-1968)   | CNIP         | Industriel |
| 26 mars 1965     | 26 mars 1971                  | Daniel Aimé (1898-1978)       | SFIO puis PS | Ancien directeur de collège Président du District urbain d'Annonay (1968 → 1971) |
| 26 mars 1971     | 26 mars 1977                  | Henri Faure (1904-1996)       | UDR puis RPR | Pharmacien d'officine Président-fondateur d'un laboratoire pharmaceutique Chevalier de la Légion d'honneur, officier de l'Ordre national du Mérite |
| 26 mars 1977     | 11 mars 1983                  | Jean Parizet (1927-2012)      | PS           | Chef de service à la SAVIEM Président du District urbain d'Annonay |
| 11 mars 1983     | 17 octobre 1986               | Régis Perbet                  | RPR          | Directeur de coopérative agricole Député de l'Ardèche (1980 → 1992) Suppléant du député Henri Torre (1978 → 1980) Conseiller régional de Rhône-Alpes (mars → oct. 1986) Conseiller général d'Annonay-Sud (1973 → 1992) Président du Syndicat d'équipement mixte de l'Ardèche Démissionnaire                                                                              |
| 17 octobre 1986  | 15 juin 1997                  | Claude Faure                  | RPR          | Directeur de production Adjoint au maire chargé du sport et de l'information (1983 → 1986) Conseiller régional de Rhône-Alpes (1986 → 2004) Vice-président du conseil régional Conseiller général d'Annonay-Sud (1992 → 1998) Vice-président du conseil général Suppléant du député Henri-Jean Arnaud (1993 → 1997) Mandat écourté après l'annulation du scrutin de 1995 |
| 15 juin 1997     | 24 mars 2001                  | Jean-Claude Tournayre         | PS           | Architecte Président de la CA du Bassin d'Annonay (1999 → 2001) Conseiller général d'Annonay-Sud (1998 → 2011) Élu à la suite d'une élection municipale partielle, |
| 24 mars 2001     | 16 mars 2008                  | Gérard Weber                  | RPR puis UMP | Masseur-kinésithérapeute Député de l'Ardèche (2e circ.) (2002 → 2007) Président de la CA du Bassin d'Annonay (2001 → 2008) |
| 16 mars 2008     | 10 juillet 2017               | Olivier Dussopt               | PS           | Assistant parlementaire Député de l'Ardèche (2e circ.) (2007 → 2017) Conseiller régional de Rhône-Alpes (2006 → 2008) Démissionnaire après sa réélection comme député |
| 10 juillet 2017, | 3 juillet 2020                | Antoinette Scherer (1951- )   | PS           | Docteure en gynécologie-obstétrique Première adjointe chargée de l'urbanisme (2009 → 2017) |
| 3 juillet 2020,  | En cours (au 22 juillet 2021) | Simon Plénet (1977- )         | PS           | Technicien environnement Adjoint au maire (2008 → 2020) Conseiller départemental d'Annonay-2 (2015 → 2021) 1er vice-président du conseil départemental (2017 → 2021) Président de la CA du Bassin d'Annonay (2014 → 2016) Président d'Annonay Rhône Agglo (2017 → ) |

## Conseil municipal actuel
Les 33 sièges composant le conseil municipal d'Annonay ont été pourvus le 28 juin 2020 à l'issue du second tour. Actuellement, il est réparti comme suit : 

## Résultats des élections municipales

### Élection municipale de 2020
| Tête de liste                                            | Tête de liste            | Liste                    | Premier tour | Premier tour | Second tour | Second tour | Sièges | Sièges |
| Tête de liste                                            | Tête de liste            | Liste                    | Voix         | %            | Voix        | %           | CM     | CC     |
| -------------------------------------------------------- | ------------------------ | ------------------------ | ------------ | ------------ | ----------- | ----------- | ------ | ------ |
|                                                          | Simon Plénet             | PS-DVG                   | 1 377        | 40,21        | 1 642       | 41,95       | 24     | 15     |
| Annonay c'est vous                                       |                          |                          | 1 377        | 40,21        | 1 642       | 41,95       | 24     | 15     |
|                                                          | Marc-Antoine Quenette    | DVD-LR                   | 1 121        | 32,73        | 1 605       | 41,00       | 7      | 4      |
| Osons ensemble Annonay                                   |                          |                          | 1 121        | 32,73        | 1 605       | 41,00       | 7      | 4      |
|                                                          | Denis Neime              | DVG-EELV-PCF-LFI         | 460          | 13,43        | 400         | 10,21       | 1      | 1      |
| Annonay sociale démocratique écologiste                  |                          |                          | 460          | 13,43        | 400         | 10,21       | 1      | 1      |
|                                                          | Jérôme Dozance           | SE                       | 382          | 11,15        | 267         | 6,82        | 1      | 0      |
| Annonay dynamique nouvelle                               |                          |                          | 382          | 11,15        | 267         | 6,82        | 1      | 0      |
|                                                          | Christophe Marchisio     | LO                       | 84           | 2,45         |             |             |        |        |
| Lutte ouvrière - Faire entendre le camp des travailleurs |                          |                          | 84           | 2,45         |             |             |        |        |
|                                                          |                          |                          |              |              |             |             |        |        |
| Exprimés                                                 | Exprimés                 | Exprimés                 | 3 424        | 97,33        | 3 914       | 98,29       |        |        |
| Votes blancs                                             | Votes blancs             | Votes blancs             | 47           | 1,34         | 28          | 0,70        |        |        |
| Votes nuls                                               | Votes nuls               | Votes nuls               | 47           | 1,34         | 40          | 1,00        |        |        |
| Total                                                    | Total                    | Total                    | 3 518        | 100,00       | 3 982       | 100,00      | 33     | 20     |
| Abstentions                                              | Abstentions              | Abstentions              | 7 949        | 69,32        | 7 471       | 65,23       |        |        |
| Inscrits / participation                                 | Inscrits / participation | Inscrits / participation | 11 467       | 30,68        | 11 453      | 34,77       |        |        |

### Élection municipale de 2014
|                          | Olivier Dussopt * | PS-PCF-EELV (UG) | 3 175  | 51,71  | 26 | 17 |  |  |
| Annonay avance           |                   |                  | 3 175  | 51,71  | 26 | 17 |  |  |
|                          | Claude Faure      | UMP-UDI (UD)     | 1 792  | 29,18  | 5  | 3  |  |  |
| Annonay en mouvement     |                   |                  | 1 792  | 29,18  | 5  | 3  |  |  |
|                          | Isabelle François | EXD (FN diss.)   | 656    | 10,68  | 1  | 1  |  |  |
| Annonay pour tous        |                   |                  | 656    | 10,68  | 1  | 1  |  |  |
|                          | Patrice Frappat   | FG               | 517    | 8,42   | 1  | 1  |  |  |
| Annonay à gauche         |                   |                  | 517    | 8,42   | 1  | 1  |  |  |
|                          |                   |                  |        |        |    |    |  |  |
| Inscrits                 | Inscrits          | Inscrits         | 11 737 | 100,00 |    |    |  |  |
| Abstentions              | Abstentions       | Abstentions      | 5 351  | 45,59  |    |    |  |  |
| Votants                  | Votants           | Votants          | 6 386  | 54,41  |    |    |  |  |
| Blancs et nuls           | Blancs et nuls    | Blancs et nuls   | 246    | 3,85   |    |    |  |  |
| Exprimés                 | Exprimés          | Exprimés         | 6 140  | 96,15  |    |    |  |  |
| * Liste du maire sortant |                   |                  |        |        |    |    |  |  |

### Élection municipale de 2008
|                   | Olivier Dussopt | PS-PCF (UG)    | 4 888  | 68,90  | 28 |  |  |  |
| Annonay avenir    |                 |                | 4 888  | 68,90  | 28 |  |  |  |
|                   | Raymond Signudi | UMP            | 2 206  | 31,10  | 5  |  |  |  |
| Annonay avec vous |                 |                | 2 206  | 31,10  | 5  |  |  |  |
|                   |                 |                |        |        |    |  |  |  |
| Inscrits          | Inscrits        | Inscrits       | 11 589 | 100,00 |    |  |  |  |
| Abstentions       | Abstentions     | Abstentions    | 4 269  | 36,84  |    |  |  |  |
| Votants           | Votants         | Votants        | 7 320  | 63,16  |    |  |  |  |
| Blancs ou nuls    | Blancs ou nuls  | Blancs ou nuls | 226    | 3,09   |    |  |  |  |
| Exprimés          | Exprimés        | Exprimés       | 7 094  | 96,91  |    |  |  |  |

### Élection municipale de 2001
| Tête de liste            | Tête de liste           | Liste           | Premier tour | Premier tour | Second tour | Second tour | Sièges  | Sièges |
| Tête de liste            | Tête de liste           | Liste           | Voix         | %            | Voix        | %           | CM      |        |
| ------------------------ | ----------------------- | --------------- | ------------ | ------------ | ----------- | ----------- | ------- | ------ |
|                          | Gérard Weber            | RPR             | 2 448        | 40,05        | 4 018       | 58,55       | 26      |        |
|                          | Jean-Claude Tournayre * | PS-PCF (G. pl.) | 2 199        | 35,98        | 2 845       | 41,45       | 7       |        |
|                          | Dominique Chambon       | UDF             | 1 464        | 23,95        | Retrait     | Retrait     | Retrait |        |
|                          |                         |                 |              |              |             |             |         |        |
| Inscrits                 | Inscrits                | Inscrits        | 11 075       | 100,00       | 11 075      | 100,00      |         |        |
| Abstentions              | Abstentions             | Abstentions     | 4 508        | 40,70        | 3 854       | 34,80       |         |        |
| Votants                  | Votants                 | Votants         | 6 567        | 59,30        | 7 221       | 65,20       |         |        |
| Blancs ou nuls           | Blancs ou nuls          | Blancs ou nuls  | 456          | 6,94         | 358         | 4,96        |         |        |
| Exprimés                 | Exprimés                | Exprimés        | 6 111        | 93,06        | 6 863       | 95,04       |         |        |
| * Liste du maire sortant |                         |                 |              |              |             |             |         |        |

### Élection municipale partielle de 1997
| Tête de liste            | Tête de liste         | Liste                 | Premier tour | Premier tour | Second tour | Second tour | Sièges  |
| Tête de liste            | Tête de liste         | Liste                 | Voix         | %            | Voix        | %           | CM      |
| ------------------------ | --------------------- | --------------------- | ------------ | ------------ | ----------- | ----------- | ------- |
|                          | Jean-Claude Tournayre | PS-PCF-Verts (Un. g.) | 3 063        | 43,78        | 4 088       | 56,58       | 26      |
|                          | Claude Faure *        | RPR                   | 2 136        | 30,53        | 3 137       | 43,42       | 7       |
|                          | Dominique Chambon     | UDF-FD                | 1 173        | 16,76        | Retrait     | Retrait     | Retrait |
|                          | Philippe Arnaud       | FN                    | 623          | 8,90         |             |             |         |
|                          |                       |                       |              |              |             |             |         |
| Inscrits                 | Inscrits              | Inscrits              | 11 816       | 100,00       | 11 816      | 100,00      |         |
| Abstentions              | Abstentions           | Abstentions           | 4 686        | 39,66        | 4 340       | 36,73       |         |
| Votants                  | Votants               | Votants               | 7 130        | 60,34        | 7 476       | 63,27       |         |
| Blancs ou nuls           | Blancs ou nuls        | Blancs ou nuls        | 135          | 1,89         | 251         | 3,36        |         |
| Exprimés                 | Exprimés              | Exprimés              | 6 995        | 98,11        | 7 225       | 96,64       |         |
| * Liste du maire sortant |                       |                       |              |              |             |             |         |

### Élection municipale de 1995
| Tête de liste            | Tête de liste         | Liste           | Premier tour | Premier tour | Second tour | Second tour | Sièges | Sièges |
| Tête de liste            | Tête de liste         | Liste           | Voix         | %            | Voix        | %           | CM     |        |
| ------------------------ | --------------------- | --------------- | ------------ | ------------ | ----------- | ----------- | ------ | ------ |
|                          | Jean-Claude Tournayre | PS-PCF (Un. g.) | 2 574        | 36,04        | 2 978       | 37,62       | 6      |        |
|                          | Claude Faure *        | RPR (Un. d.)    | 2 359        | 33,03        | 3 064       | 38,71       | 24     |        |
|                          | Dominique Chambon     | UDF-CDS         | 2 209        | 30,93        | 1 873       | 23,67       | 4      |        |
|                          |                       |                 |              |              |             |             |        |        |
| Inscrits                 | Inscrits              | Inscrits        | 12 090       | 100,00       | 12 090      | 100,00      |        |        |
| Abstentions              | Abstentions           | Abstentions     | 4 664        | 38,58        | 3 943       | 32,61       |        |        |
| Votants                  | Votants               | Votants         | 7 426        | 61,42        | 8 147       | 67,39       |        |        |
| Blancs ou nuls           | Blancs ou nuls        | Blancs ou nuls  | 284          | 3,82         | 232         | 2,85        |        |        |
| Exprimés                 | Exprimés              | Exprimés        | 7 142        | 96,18        | 7 915       | 97,15       |        |        |
| * Liste du maire sortant |                       |                 |              |              |             |             |        |        |

### Élection municipale de 1989
| Tête de liste            | Tête de liste     | Liste           | Premier tour | Premier tour | Second tour | Second tour | Sièges | Sièges |
| Tête de liste            | Tête de liste     | Liste           | Voix         | %            | Voix        | %           | CM     |        |
| ------------------------ | ----------------- | --------------- | ------------ | ------------ | ----------- | ----------- | ------ | ------ |
|                          | Jean Parizet      | PS-PCF (Un. g.) | 3 254        | 41,16        | 3 875       | 46,87       | 7      |        |
|                          | Claude Faure *    | RPR             | 2 903        | 36,72        | 4 393       | 53,13       | 26     |        |
|                          | Dominique Chambon | UDF-CDS         | 1 747        | 22,10        | 4 393       | 53,13       | 26     |        |
|                          |                   |                 |              |              |             |             |        |        |
| Inscrits                 | Inscrits          | Inscrits        | 12 306       | 100,00       | 12 306      | 100,00      |        |        |
| Abstentions              | Abstentions       | Abstentions     | 4 182        | 33,98        | 3 871       | 31,46       |        |        |
| Votants                  | Votants           | Votants         | 8 124        | 66,02        | 8 435       | 68,54       |        |        |
| Nuls                     | Nuls              | Nuls            | 220          | 1,79         | 167         | 1,36        |        |        |
| Exprimés                 | Exprimés          | Exprimés        | 7 904        | 64,23        | 8 268       | 67,19       |        |        |
| * Liste du maire sortant |                   |                 |              |              |             |             |        |        |

### Élection municipale de 1983
|                          | Régis Perbet   | RPR-UDF (Un. opp.) | 4 949  | 52,08  | 25 |  |  |  |
|                          | Jean Parizet * | PS-PCF (Un. g.)    | 4 552  | 47,92  | 8  |  |  |  |
|                          |                |                    |        |        |    |  |  |  |
| Inscrits                 | Inscrits       | Inscrits           | 12 484 | 100,00 |    |  |  |  |
| Abstentions              | Abstentions    | Abstentions        | 2 751  | 22,04  |    |  |  |  |
| Votants                  | Votants        | Votants            | 9 733  | 77,96  |    |  |  |  |
| Nuls                     | Nuls           | Nuls               | 232    | 1,86   |    |  |  |  |
| Exprimés                 | Exprimés       | Exprimés           | 9 501  | 76,11  |    |  |  |  |
| * Liste du maire sortant |                |                    |        |        |    |  |  |  |

### Élection municipale de 1977
| Tête de liste | Tête de liste | Liste             | Voix  | %     | Sièges |
| ------------- | ------------- | ----------------- | ----- | ----- | ------ |
|               | Jean Parizet  | PS-PCF (Un. g.)   | 4 687 | 52,55 | 26     |
|               | Régis Perbet  | RPR-RI-CDS (Maj.) | 4 232 | 47,45 | 1      |

### Élection municipale de 1971
| Tête de liste            | Tête de liste | Liste              | Premier tour | Premier tour | Second tour | Second tour | Sièges | Sièges |
| Tête de liste            | Tête de liste | Liste              | Voix         | %            | Voix        | %           | CM     |        |
| ------------------------ | ------------- | ------------------ | ------------ | ------------ | ----------- | ----------- | ------ | ------ |
|                          | Henri Faure   | UDR-CNIP-CD (Maj.) | 3 469        | 43,36        | 4 221       | 51,20       | 16     |        |
|                          | Daniel Aimé * | PS-Cent. g.        | 2 539        | 31,74        | 4 003       | 48,80       | 11     |        |
|                          | Édouard Bouix | PCF                | 1 570        | 19,62        | 4 003       | 48,80       | 11     |        |
|                          | Michel Aubert | PSU                | 422          | 5,28         |             |             |        |        |
| * Liste du maire sortant |               |                    |              |              |             |             |        |        |